# 韶台
韶台，又叫闻韶台，位于山东省济南市济阳县曲堤镇。是山东省济阳县八大景观之最。

## 韶台概况
韶台是一处具有浓郁儒家文化特色的古代从文景观，台高四十余米，占地约2800平方米，台顶面积约九百平方米，全是用黄土堆积而成。因孔子周游列国时路过并留下了「子在齐闻韶，三月不知肉味。曰『不图为乐之至于斯也』」而闻名。

## 韶台传说
传说孔圣人周游列国，到达济阳曲堤镇时，忽闻韶乐，悠扬动听，故止步不前，继而不思茶饭，三月不知肉味，流连忘行。孔圣人路途劳累，脱下靴子，倒了倒靴子里的土，一下子倒了小山似的这么一大堆，这就有了后来的“韶台”。